# Hernán Barcos
Hernán Barcos (Bell Ville, 11 de abril de 1984) é um futebolista argentino que atua como centroavante. Atualmente joga no Alianza Lima.

## Carreira

### Palmeiras
No dia 17 de janeiro de 2012, o Palmeiras anunciou oficialmente a contratação de Barcos. O clube brasileiro acertou a compra de 70% dos direitos econômicos do atacante por um valor de US$ 3,5 milhões (R$ 6,24 milhões).
No dia 8 de fevereiro de 2012, o jogador fez sua estreia pelo Palmeiras, jogando os quinze minutos finais da partida. Hernán Barcos não marcou gols, mas o Palmeiras venceu o XV de Piracicaba por 3 a 2. Barcos marcou seu primeiro gol pelo Palmeiras contra o Ituano, no dia 11 de fevereiro, quando a equipe venceu por 3 a 0. No seu primeiro clássico com a camisa do Palmeiras, o centroavante marcou dois gols no empate por 3 a 3 contra o São Paulo, pelo Campeonato Paulista de 2012.
Barcos mostrou identificação com o Palmeiras e rapidamente caiu nas graças da torcida, a qual o homenageia no estádio gritando "Pirata" e usando tapa-olhos e chapéus.
O centroavante foi fundamental na campanha da equipe alviverde para conquistar a Copa do Brasil. Com gols importantes, Barcos ajudou o Palmeiras a chegar nas finais da competição. Na véspera da primeira partida decisiva, contra o Coritiba, o jogador sofreu uma crise de apendicite e precisou passar por uma cirurgia que o tirou do momento mais importante do Palmeiras no ano. Mesmo com o grande desfalque de Barcos, a equipe acabou conquistando o título da competição, encerrando um jejum de doze anos sem troféus nacionais.
Em agosto de 2012, no seu primeiro jogo com a camisa alviverde na Copa Sul-Americana e já recuperado da cirurgia, Barcos marcou 2 gols decisivos na vitória do Palmeiras por 2 a 0 sobre o Botafogo, completando, assim, 17 gols pela equipe desde sua chegada.
No dia 4 de novembro, em partida válida pelo Campeonato Brasileiro, novamente contra o Botafogo, Barcos marcou gol aos 46 minutos da etapa final. Foi o seu segundo gol da partida, evitando a derrota da equipe alviverde, que estava em situação ruim na competição, lutando para não cair para a Série B. Com o gol, Barcos cumpriu a promessa feita quando chegou ao Brasil, de marcar 27 gols durante a temporada 2012.
Mesmo sendo um dos grandes destaques do time na temporada, o centroavante não conseguiu evitar, no Campeonato Brasileiro, que o Palmeiras fosse rebaixado para a Série B no mesmo ano. Apesar dos rumores de que o atacante deixaria o clube, devido ao rebaixamento à Série B, Barcos anunciou, no dia 28 de novembro, que continuaria no Palmeiras por amor ao time.
Ao renovar seu vínculo até 2016 com o Palmeiras, Barcos afirmou que o desfecho se tornou positivo ao clube graças à sua torcida e à permanência do treinador Gilson Kleina. Para o atacante, que havia recebido propostas melhores do futebol Emiradense, o fator financeiro, portanto, foi o menos importante, com o jogador colocando fatores como pessoas imitando o gesto que o caracterizou como o Pirata do Verdão nas ruas em primeiro lugar. Como consequência da renovação, seus vencimentos receberiam um aumento: Barcos passou a receber um salário por volta de 500 mil reais; seu antigo ficava na casa dos 200 mil. Sua multa rescisória também deu um salto, passando a ser de 58 milhões, 20 a mais que a anterior.

### Grêmio
Em fevereiro de 2013, Barcos se transferiu do Palmeiras para o Grêmio, em troca de uma compensação financeira somado ao empréstimo de quatro jogadores: Léo Gago, Vilson, Rondinelly e o atacante Leandro.
Iniciou sua passagem pelo Grêmio de forma surpreendente, tendo grandes atuações em jogos importantes pelo Campeonato Gaúcho e pela Libertadores da América. Rapidamente, isso o tornou xodó da torcida, que saudava seus gols com a comemoração de pirata famosa desde os tempos de Palmeiras. O clube o utilizou em ações de marketing, distribuindo tapa-olhos com o número 28, que utilizou na chegada ao Grêmio.
Entretanto, a fase boa pelo Tricolor de Porto Alegre não durou tanto tempo e Barcos enfrentou críticas da torcida após uma fase murcha de gols. Bancado pelo então técnico Renato Gaúcho, o atacante permaneceu como titular e capitão da equipe, rompendo o jejum geral de gols com aparições importantes no placar, anotando, por exemplo, o gol de vitória contra a equipe do Corinthians na Arena e o gol da vitória sobre a equipe do Goiás na partida que garantiu o Grêmio na Libertadores do ano seguinte. Ao todo em 2013, Barcos anotou apenas 14 gols em 57 jogos pelo Grêmio, uma média de 0,24 por jogo ou cerca de um gol a cada quatro partidas.
Em 2014, o Pirata fez boas aparições no estadual, sendo o artilheiro isolado do campeonato, com 13 gols. Na Copa Libertadores, anotou duas vezes, contra o Nacional de Montevideo e contra o Atlético Nacional, ajudando o Grêmio a totalizar a segunda melhor campanha entre os 16 classificados para as oitavas-de-final.
No Campeonato Brasileiro de 2014, Barcos tem 14 gols, sendo o vice artilheiro e totalizando 29 gols na temporada, demonstrando uma nova fase com a camisa tricolor. No dia 24 de agosto de 2014, o atacante marcou dois gols no jogo contra o Corinthians, partida na qual o Grêmio venceu por 2 a 1. Com isso, Barcos se tornou o maior artilheiro estrangeiro da história do Grêmio, com 36 gols marcados. O jogador ainda marcou duas vezes contra as equipes do Coritiba, da Chapecoense e do Botafogo, e foi fundamental ao anotar os gols de vitória mínima (1 a 0) contra Figueirense, Atlético-PR e Bahia. No dia 9 de novembro de 2014, esteve em campo e teve atuação decisiva na vitória histórica do Grêmio sobre o seu maior rival, o Internacional, pelo placar elástico de 4 a 1. Na partida, Barcos iniciou a jogada do primeiro gol e ainda esteve envolvido na marcação do terceiro. Ao final da partida, ergueu o troféu oferecido pela Band ao vencedor do maior clássico do sul do Brasil.
Barcos foi o artilheiro do Grêmio na temporada 2014, o líder do prêmio Chuteira de Ouro e esteve na terceira colocação do Prêmio Arthur Friedenreich, prêmio que premia o maior artilheiro dentre as quatro principais divisões do futebol brasileiro. Foi o artilheiro da temporada brasileira, contando apenas jogadores da Série A, e o maior artilheiro considerando a relevância de gols, segundo a Revista Placar, da Editora Abril.
Além de tudo, o pirata entrou para a história do Grêmio sendo o maior artilheiro estrangeiro do clube e o maior artilheiro da Arena do Grêmio até 2017, sendo ultrapassado pelo atacante Luan.

### Tianjin Teda
No dia 24 de abril de 2015 o atacante acertou sua ida para o Tianjin Teda, sendo uma das principais contratações do elenco do time chinês. Em uma temporada atuando pelo clube, fez 29 jogos e 15 gols.

### Sporting
Em 2016, após ser especulado em clubes do Brasil, acertou com o Sporting, por um ano.

### Vélez Sársfield
Sem muito espaço no Sporting, Barcos foi emprestado por uma temporada ao Vélez Sársfield.

### Retorno a LDU
Após receber várias propostas de clubes brasileiros, acertou seu retorno a LDU Quito para a temporada de 2017.

### Cruzeiro
Em 10 de julho de 2018, assinou por uma temporada com o Cruzeiro. Fez sua estreia no dia 19 de julho, em partida válida pelo Brasileirão, clássico contra o América Mineiro.
Na rodada seguinte, marcou seu primeiro gol pelo clube mineiro na vitória por 2 a 1 sobre o Atlético Paranaense ao completar assistência de Robinho.
Pouco após sua chegada, o atacante já viveu um momento não muito feliz, ao desperdiçar uma cobrança de pênalti frente ao São Paulo quando o jogo estava em 1 a 0 tendo como resultado final 2 a 0 para o time paulista.
Foi o protagonista, marcando nas duas semifinais da Copa do Brasil 2018, contra o Palmeiras. Na soma do agregado o Cruzeiro venceu por 2-1 e se classificou para a final contra o Corinthians.
No dia 22 de janeiro de 2019, Barcos rescindiu seu contrato com o clube mineiro.

### Alianza Lima
Foi anunciado pelo Alianza Lima, do Peru, no dia 18 de fevereiro de 2021. Em 2021, fez 11 gols e deu 8 assistências em 29 jogos.
No ano seguinte, foram 18 gols e sete assistências em 41 partidas. Em 25 de outubro de 2022, marcou o gol da vitória contra o Ayacucho e também teve que vestir as luvas para defender a baliza nos últimos seis minutos de jogo.

## Polêmicas
Em menos de oito dias após sua estreia no Palmeiras, o argentino Barcos se envolveu em sua primeira polêmica no Brasil. O atleta não recebeu bem uma brincadeira e se irritou com o repórter Léo Bianchi, da Rede Globo, durante entrevista coletiva à imprensa, em 16 de janeiro de 2012. O jogador não gostou de ser comparado ao cantor brasileiro Zé Ramalho e chegou a ofender o jornalista com um xingamento típico da Argentina. Barcos repudiou a brincadeira e disse que aquele comportamento não parecia algo sério por parte do profissional. "Não estamos aqui para brincadeira", afirmou o atacante, que, em momento de moral com a torcida do Palmeiras, marcou um gol de pênalti logo no jogo seguinte, no qual a equipe venceu e reassumiu a liderança do campeonato em disputa. Barcos foi integrante do Bom Senso F.C., movimento que clama por uma melhor organização na estrutura do futebol no Brasil.

## Seleção Argentina
Barcos foi primeiramente observado pelo treinador da Argentina, Alejandro Sabella, na campanha que culminou no título da Copa do Brasil de 2012 ao clube , estrando em convocações em 23 de agosto de 2012, quando foi chamado para os jogos contra o Paraguai, no dia 7 de setembro, e contra o Peru, no dia 11 seguinte, válidos pelas Eliminatórias sul-americanas para a Copa de 2014.
A chamada causou surpresa ao jogador, que se preparou para se naturalizar equatoriano e jogar pelo selecionado daquele país, já que brilhou no Equador quando atuou entre 2010 e 2011 pela LDU, seu último clube antes de desembarcar no Palmeiras.
No dia 20 de setembro de 2012, fez sua estreia com a camisa da Seleção Argentina em partida válida pelo Superclássico das Américas, disputado contra o Brasil, no Estádio Serra Dourada, em Goiânia. Barcos iniciou o jogo como titular e foi substituído no segundo tempo. A Argentina perdeu a partida por 2 a 1 para a Seleção Brasileira.
No dia 12 de outubro de 2012, estreou em Eliminatórias da Copa do Mundo pela seleção argentina, na vitória de 3 a 0 sobre o Uruguai, em jogo realizado no Estádio Malvinas Argentinas, em Mendoza. Na ocasião, após um tabela com Lionel Messi, Barcos até fez um gol, mas o lance foi anulado porque o centroavante estava impedido. Também participou do jogo entre Chile e Argentina, no qual entrou nos minutos finais da partida, cujo resultado, de 2 a 1, garantiu a vitória para a Argentina com gols de Messi e Higuaín.
No dia 21 de novembro de 2012, Barcos fez parte da equipe da Argentina que venceu o Brasil, por 2 a 1, no jogo de volta do Superclássico das Américas. Como a primeira partida havia terminado com vitória da seleção brasileira pelo mesmo placar, a disputa foi para os pênaltis. Com o placar de 4 a 3 nas cobranças, o Brasil levou o bicampeonato.

## Títulos
LDU de Quito
- Recopa Sul-Americana: 2010
- Campeonato Equatoriano: 2010

Palmeiras
- Copa do Brasil: 2012

Cruzeiro
- Copa do Brasil: 2018

Alianza Lima
- Campeonato Peruano: 2021 e 2022

### Recordes
- Maior artilheiro estrangeiro do Grêmio: 45 gols
- Maior artilheiro da LDU na Copa Sul-Americana: 15 Gols
- Maior artilheiro da história da Copa Sul-Americana: 19 gols

### Artilharias e prêmios individuais
Shenzhen Ruby
- Superliga Chinesa: 2009 (Chuteira de Ouro com 17 gols)

LDU de Quito
- Recopa Sul-Americana: 2010 (2 gols)
- Melhor Atacante do Campeonato Equatoriano
- Seleção Ideal das Américas do El País: 2011

Grêmio
- Campeonato Gaúcho: 2014 (13 gols)
- Chuteira de Ouro da revista Placar: 2014

## Estatísticas
Atualizadas até 18 de novembro de 2018.
| Clube             | Temporada | Ligas | Ligas | Copa Nacional | Copa Nacional | Copa Internacional¹ | Copa Internacional¹ | Campeonato Estadual² | Campeonato Estadual² | Total | Total |
| Clube             | Temporada | Part. | Gols  | Part.         | Gols          | Part.               | Gols                | Part.                | Gols                 | Part. | Gols  |
| ----------------- | --------- | ----- | ----- | ------------- | ------------- | ------------------- | ------------------- | -------------------- | -------------------- | ----- | ----- |
| Racing            | 2004/05   | 3     | 0     | -             | -             | -                   | -                   | -                    | -                    | 3     | 0     |
| Racing            | Total     | 3     | 0     | -             | -             | -                   | -                   | -                    | -                    | 3     | 0     |
| Guaraní           | 2005–06   | 32    | 12    | -             | -             | -                   | -                   | -                    | -                    | 32    | 12    |
| Guaraní           | Total     | 32    | 12    | -             | -             | -                   | -                   | -                    | -                    | 32    | 12    |
| Olmedo            | 2006–07   | 43    | 26    | -             | -             | -                   | -                   | -                    | -                    | 43    | 26    |
| Olmedo            | Total     | 43    | 26    | -             | -             | -                   | -                   | -                    | -                    | 43    | 26    |
| Estrela Vermelha  | 2007–08   | 18    | 3     | -             | -             | 3                   | 0                   | -                    | -                    | 21    | 3     |
| Estrela Vermelha  | Total     | 18    | 3     | -             | -             | 3                   | 0                   | -                    | -                    | 21    | 3     |
| Huracán           | 2008      | 14    | 3     | -             | -             | -                   | -                   | -                    | -                    | 14    | 3     |
| Huracán           | Total     | 14    | 3     | -             | -             | -                   | -                   | -                    | -                    | 14    | 3     |
| Shanghaï Shenhua  | 2009      | 14    | 3     | -             | -             | 6                   | 3                   | -                    | -                    | 20    | 6     |
| Shanghaï Shenhua  | Total     | 14    | 3     | -             | -             | 6                   | 3                   | -                    | -                    | 20    | 6     |
| Shenzhen Ruby     | 2009      | 14    | 14    | -             | -             | -                   | -                   | -                    | -                    | 14    | 14    |
| Shenzhen Ruby     | Total     | 14    | 14    | -             | -             | -                   | -                   | -                    | -                    | 14    | 14    |
| Liga de Quito     | 2010      | 32    | 22    | -             | -             | 9                   | 6                   | -                    | -                    | 41    | 28    |
| Liga de Quito     | 2011      | 32    | 16    | -             | -             | 19                  | 10                  | -                    | -                    | 51    | 25    |
| Liga de Quito     | Total     | 64    | 38    | -             | -             | 28                  | 16                  | -                    | -                    | 92    | 54    |
| Palmeiras         | 2012      | 29    | 14    | 8             | 4             | 3                   | 2                   | 15                   | 8                    | 55    | 28    |
| Palmeiras         | 2013      | 0     | 0     | -             | -             | -                   | -                   | 6                    | 3                    | 6     | 3     |
| Palmeiras         | Total     | 29    | 14    | 8             | 4             | 3                   | 2                   | 21                   | 11                   | 61    | 31    |
| Grêmio            | 2013      | 37    | 9     | 5             | 0             | 8                   | 3                   | 7                    | 2                    | 57    | 14    |
| Grêmio            | 2014      | 32    | 14    | 1             | 0             | 8                   | 2                   | 13                   | 13                   | 54    | 29    |
| Grêmio            | 2015      | 0     | 0     | 0             | 0             | 0                   | 0                   | 1                    | 2                    | 1     | 2     |
| Grêmio            | Total     | 69    | 23    | 6             | 0             | 16                  | 5                   | 21                   | 17                   | 112   | 45    |
| Tianjin Teda      | 2015      | 29    | 15    | 0             | 0             | -                   | -                   | -                    | -                    | 29    | 15    |
| Tianjin Teda      | Total     | 29    | 15    | 0             | 0             | -                   | -                   | -                    | -                    | 29    | 15    |
| Sporting          | 2015–16   | 8     | 0     | 0             | 0             | 0                   | 0                   | 0                    | 0                    | 8     | 0     |
| Sporting          | Total     | 8     | 0     | 0             | 0             | 0                   | 0                   | 0                    | 0                    | 8     | 0     |
| Vélez Sársfield   | 2016      | 11    | 2     | 0             | 0             | 0                   | 0                   | 0                    | 0                    | 11    | 2     |
| Vélez Sársfield   | Total     | 11    | 2     | 0             | 0             | 0                   | 0                   | 0                    | 0                    | 11    | 2     |
| LDU Quito         | 2017      | 36    | 21    | 0             | 0             | 6                   | 3                   | 0                    | 0                    | 42    | 24    |
| LDU Quito         | 2018      | 20    | 9     | 0             | 0             | 2                   | 2                   | 0                    | 0                    | 22    | 11    |
| LDU Quito         | Total     | 56    | 30    | 0             | 0             | 8                   | 5                   | 0                    | 0                    | 64    | 35    |
| Cruzeiro          | 2018      | 14    | 1     | 6             | 2             | 3                   | 0                   | 0                    | 0                    | 23    | 3     |
| Cruzeiro          | Total     | 14    | 1     | 6             | 2             | 3                   | 0                   | 0                    | 0                    | 23    | 3     |
| Atlético Nacional | 2019      | 0     | 0     | 0             | 0             | 0                   | 0                   | 0                    | 0                    | 0     | 0     |
| Atlético Nacional | Total     | 0     | 0     | 0             | 0             | 0                   | 0                   | 0                    | 0                    | 0     | 0     |

- ¹Inclui Copa Libertadores da América, Copa Sul-Americana e Recopa Sul-Americana
- ²Inclui Campeonato Paulista e Campeonato Gaúcho.